# Halhul
Halhul (arab. حلحول) – miasto w Autonomii Palestyńskiej (Zachodni Brzeg). Według danych szacunkowych na rok 2008 liczy 28 300 mieszkańców.